# North Auburn
North Auburn es un lugar designado por el censo ubicado en el condado de Placer en el estado estadounidense de California. En el año 2000 tenía una población de 11,847 habitantes y una densidad poblacional de 598.3 personas por km².

## Geografía
North Auburn se encuentra ubicado en las coordenadas 38°56′2″N 121°5′2″O / 38.93389, -121.08389. Según la Oficina del Censo, la ciudad tiene un área total de 19,8 km² (7,6 mi²), de la cual 19,8 km² (7,6 mi²) es tierra y 0 km² (0 mi²) (0%) es agua.

## Demografía
Según la Oficina del Censo en 2000 los ingresos medios por hogar en la localidad eran de $37,493, y los ingresos medios por familia eran $46,418. Los hombres tenían unos ingresos medios de $37,673 frente a los $26,789 para las mujeres. La renta per cápita para la localidad era de $22,091. Alrededor del 9.4% de la población estaban por debajo del umbral de pobreza.